# Gottfried Dienst
Gottfried Dienst (Basilea, 9 settembre 1919 – Berna, 1º giugno 1998) è stato un arbitro di calcio svizzero.

## Carriera
Vanta due importanti primati: quello di essere uno dei due soli arbitri ad aver diretto sia la finale dei mondiali che quella degli europei di calcio (record detenuto in coabitazione con l'italiano Sergio Gonella), ed è uno dei 4 fischietti (oltre all'olandese Leo Horn, all'italiano Concetto Lo Bello e all'ungherese Károly Palotai) ad aver arbitrato per due volte la finale di Coppa dei Campioni. Nello specifico, Dienst diresse la finale del prestigioso torneo nel 1961 (Benfica-Barcellona) e nel 1965 (Inter-Benfica); nel 1965 arbitrò anche la finale di Coppa delle Fiere (poi Coppa UEFA) tra Juventus e Ferencváros.
Il capitolo relativo alla sua partecipazione al Campionato mondiale di calcio è tutto da raccontare: nel 1962, in Cile, gli toccò la semifinale tra Cecoslovacchia e Jugoslavia; nel 1966, in Inghilterra, venne designato per la finale tra i padroni di casa e la Germania Ovest: la partita è entrata negli annali per il gol fantasma dell'inglese Geoff Hurst, convalidato su indicazione del guardalinee sovietico Tofiq Bəhramov.
Nel 1968, al Campionato europeo in Italia, arbitrò la finale di Roma tra l'Italia di Ferruccio Valcareggi e la Jugoslavia, finita in pareggio; per il regolamento di allora, la gara dovette ripetersi, diretta questa volta dallo spagnolo José María Ortiz de Mendíbil. Vanta anche la direzione di due semifinali di Coppa dei Campioni (nel 1966 e nel 1967) e di una semifinale di Coppa delle Coppe (nel 1968). Dienst morì a Berna nel 1998 a 78 anni.